# سانتافه اسپرینگز (کالیفرنیا)
سانتافه اسپرینگز (به انگلیسی: Santa Fe Springs) شهری در شهرستان لس‌آنجلس، کالیفرنیا ایالت کالیفرنیا است که در سرشماری سال ۲۰۱۰ میلادی، ۱۶۲۲۳ نفر جمعیت داشته‌است.